# Christian Sinding

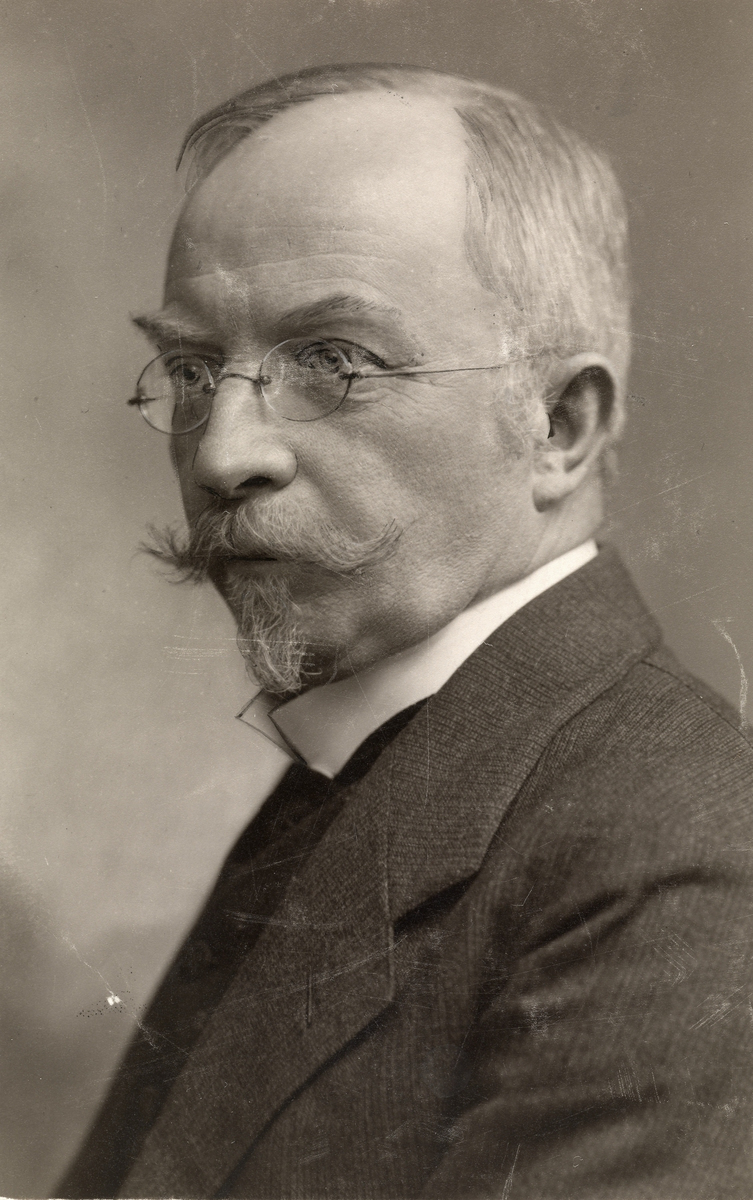
Christian Sinding

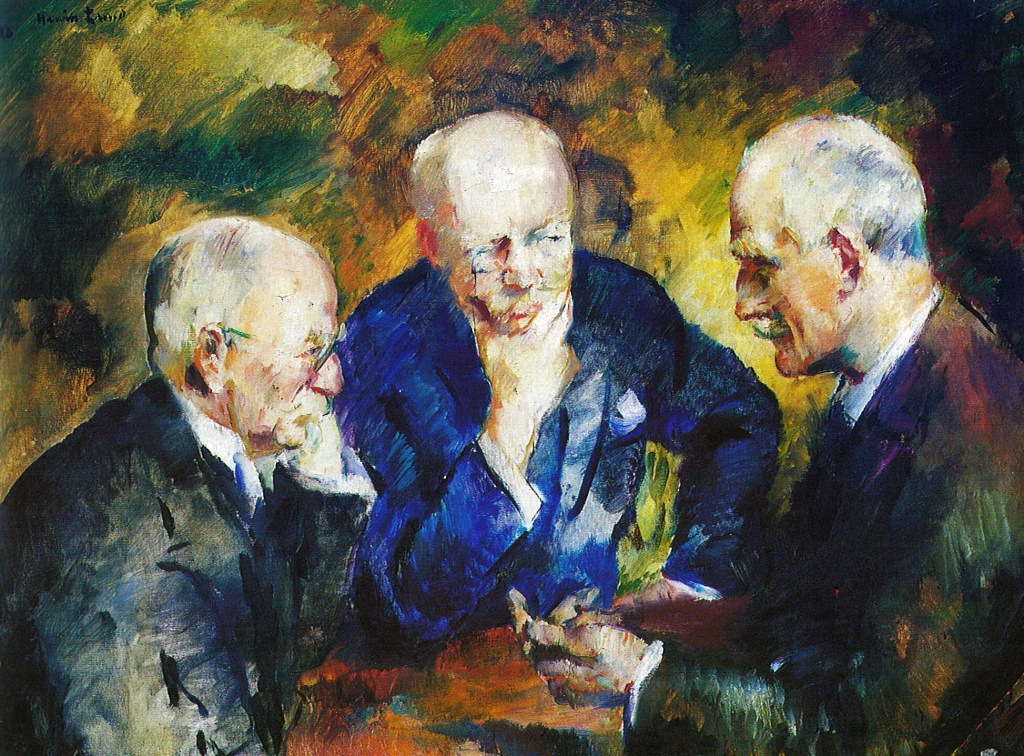
Christian Sinding, Gunnar Heiberg und Knut Hamsun, Gemälde von Henrik Lund (1926)

Christian August Sinding (* 11. Januar 1856 in Kongsberg; † 3. Dezember 1941 in Oslo) war ein norwegischer Komponist.
Sinding studierte zuerst Musik in Oslo, bevor er nach Deutschland übersiedelte. Dort studierte er bei Salomon Jadassohn am Leipziger Konservatorium. Er verbrachte den größten Teil seines Lebens in Deutschland, erhielt jedoch regelmäßige finanzielle Unterstützung aus Norwegen. In den Jahren 1920 und 1921 hielt er sich in den USA auf und unterrichtete Komposition an der Eastman School of Music in Rochester, New York.
Da er viele lyrische Klavierwerke und etwa 250 Lieder komponierte, sahen viele in ihm den Nachfolger von Edvard Grieg. Eines seiner bekanntesten Werke ist Frühlingsrauschen aus dem Jahr 1896. Unter seinen anderen Kompositionen, die heute kaum noch gespielt werden, befinden sich vier Sinfonien, drei Violinkonzerte, ein Klavierkonzert, Kammermusik und die Oper Der heilige Berg von 1914.

## Leben
Am 11. Januar 1856 wurde Christian August Sinding in Kongsberg, einer Kleinstadt etwa 70 Kilometer westlich von Oslo (damals noch Kristiania), als jüngstes Kind des Bergbauingenieurs Mathias Wilhelm Ulriksen Sinding (1811–1860) und seiner Frau Cecilie Marie (1817–1886, geborene Meijdell) geboren, die künstlerisch interessiert war. Seine Taufe erfolgte am 15. Mai 1856 in Kongsberg, seine frühe Kindheit verbrachte er allerdings in Lillehammer.
Nach dem Tod seines Vaters siedelte die Familie über nach Oslo. Die beiden älteren Brüder Otto und Stephan schlugen zunächst eine juristische Laufbahn ein, bevor sie sich erfolgreich der Malerei, Schriftstellerei und Bildhauerei zuwandten. Christian Sinding zeigte hingegen eine besondere musikalische Begabung. 1867 trat er in die altehrwürdige Kathedralschule ein. Fünf Jahre später waren seine Leistungen in der Schule aber so schlecht, dass ihn ein Onkel das Schusterhandwerk erlernen lassen wollte. Sinding setzte sich insofern durch, als er – nicht allzu fachfremd – in der Klavierfabrik der Gebrüder Hals eine Lehre begann. Er erhielt einen geregelten und gründlichen Unterricht auf verschiedenen Instrumenten.
1874 wandte er sich ans Konservatorium Leipzig, das zur damaligen Zeit die erste Adresse für ein besonders gutes Musikstudium war. Nachdem Salomon Jadassohn ihm 1877 ins Jahreszeugnis geschrieben hatte, dass er nur ein geringes musikalisches Talent habe, unterbrach Sinding das Studium und spielte in Oslo in einem Orchester unter der Leitung von Grieg und Johan Svendsen. In dieser Zeit fing Sinding an, sich mehr und mehr für das Komponieren zu interessieren. 1879 kehrte er nach Leipzig zurück und nahm Kompositionsunterricht bei Carl Reinecke. Noch im gleichen Jahr wurden in Leipzig eine Violinsonate und in Oslo ein Sonatensatz für Klavier aufgeführt. Diese wie auch die meisten der frühen Kompositionen hat er später vernichtet.
Ein Staatsstipendium ermöglichte Sinding 1884 einen ausgedehnten Aufenthalt in München. Dort lernte er die musikalische Welt Richard Wagners kennen, die später Einfluss auf seine Kompositionen hatte. In dieser Zeit entstanden die ersten gültigen Kompositionen, die auch im Druck veröffentlicht wurden.
Am 19. Dezember 1885 fand in Oslo ein Konzert statt, das Sinding zumindest in Skandinavien zum Durchbruch verhalf. Auf dem Programm standen ein Streichquartett A-Dur (vernichtet), die später als op. 1 veröffentlichten alten Weisen nach Gedichten von Gottfried Keller und das Klavierquintett e-Moll op. 5.
Im folgenden Jahr hielt Sinding sich wieder in Leipzig auf und knüpfte künstlerische Kontakte. Bis zu seinem Tod verbrachte er nahezu vierzig Jahre in Zentraleuropa. Er kehrte aber immer wieder nach Norwegen zurück. Ein Jahr später begann er die Arbeit an der Sinfonie Nr. 1 d-Moll op. 21. 1888 hatte Sinding mit seinem Klavierquintett auf dem ersten Nordischen Musikfest in Kopenhagen glänzenden Erfolg. Er kommentierte dies in einem Brief an Frederick Delius wie folgt (original in deutscher Sprache):
„Mein Kvintet wurde ausgezeichnet gespielt, und ich wurde plötzlich ein Stückchen Genie. Und Leute die mich früher höhnisch abgewiesen haben leckten mir jetzt mit größten Appetit den Arsch. Ich werde ihnen bei Gelegenheit zum Dank, einen Fußtritt versetzen.“
Nach der Leipziger Premiere des Klavierquintetts am 19. Januar 1889 kam es unter den Kritikern zweier musikalischer Zeitungen zu einer Auseinandersetzung, die Sinding zum überregionalen Durchbruch verhalf. In Oslo wurde am 2. November das Klavierkonzert Des-Dur op. 6 uraufgeführt.
1890 wurde in Oslo die zweite Fassung der Sinfonie Nr. 1 op. 21 aufgeführt. Die erste Fassung gab er nicht aus der Hand. Am 4. Januar 1894 erklang in Dresden die gültige dritte Fassung der Sinfonie. 1896 erschienen die Sechs Stücke für Pianoforte op. 32 im Druck, deren Nr. 3 „Frühlingsrauschen“ in kürzester Zeit äußerst populär wurde und auch in zahllosen Bearbeitungen Verbreitung fand.
1898 vollendete Sinding in London sein Violinkonzert. Im gleichen Jahr heiratete er am 2. November die aus Grimstad in Aust-Agder stammende Augusta Smith-Petersen, geschiedene Gade. Am 22. März 1907 dirigierte Felix Weingartner in Berlin die Uraufführung der Sinfonie Nr. 2 D-Dur op. 83. 1909 wurde Sinding zum Mitglied der Preußischen Akademie der Künste gewählt.
Nachdem Sinding seit etwa 1880 kontinuierlich vom norwegischen Staat ein Arbeitsstipendium erhalten hatte, wurde ihm 1910 eine „Künstlergage“ zur Absicherung des Lebensunterhalts zugesprochen.
1912 schloss Sinding nach drei Jahren die Arbeit an seiner einzigen Oper „Der heilige Berg“ op. 111 ab, die am 17. April 1914 uraufgeführt wurde.
In Anerkennung seiner schöpferischen Arbeit erhielt Sinding seit seinem 65. Geburtstag vom norwegischen Staat ein jährliches Ehrensalär von 6000 Kronen. Er übernahm 1921 eine Professur für Komposition an der Eastman School of Music in den USA, gab diese Stellung aber schon im folgenden Jahr wieder auf. Als letzte Kompositionen entstanden 1935 nochmals sechs Lieder auf norwegische Texte. Am 13. Januar 1936 dirigierte Harald Heide in Bergen die Uraufführung der Sinfonie Nr. 4 „Frost und Frühling“ op. 129.
Sinding litt seit Ende der 1930er Jahre an schwerer Altersdemenz. Acht Wochen vor seinem Tod im Jahr 1941 wurde vermeldet, dass Sinding der norwegischen Nazipartei Nasjonal Samling beigetreten sei. Die Umstände der Mitgliedschaft des Komponisten sind nach wie vor umstritten. Sinding hatte sich mehrfach gegen die Nazi-Besatzung geäußert. Er hatte sich in den frühen 1930er Jahren für die Rechte jüdischer Musiker eingesetzt und war ein enger Freund des Widerstandskämpfers Nordahl Grieg. Der Autor Per Vollestad, der im Zuge seiner Recherchen zu seiner Biographie über Christian Sinding die Originaldokumente des Antragsformulars zum Parteiantritt in der norwegischen Nationalbibliothek aufgespürt hatte, fand heraus,  dass der Antrag zum Mitgliedsausweis weder von Christian Sinding selbst ausgefüllt noch unterschrieben wurde. Zudem ist als Rechnungsadresse für den Mitgliedsbeitrag nicht der damalige Wohnort von Sinding eingetragen. Die Nazis hatten ein starkes Motiv Sinding zu rekrutieren, da er vor dem Krieg sowohl in Norwegen als auch in Deutschland sehr beliebt war. 
"Die Deutsche Wochenschau" Nr. 543 vom 29. Januar 1941 eröffnete mit einem kurzen Bericht über den 85. Geburtstag Sindings mit der wörtlichen Erklärung: "Anläßlich seines Geburtstages äußerte er, daß er nur den einen Wunsch habe, noch das neue Europa zu erleben, dessen Idee und Gestalt vom Führer bestimmt werde." (Minute 0'28"-0'37")
Nach der Befreiung Norwegens am Ende des Zweiten Weltkriegs war es offizielle Praxis des nationalen Rundfunksystems, Personen zu boykottieren, die als Nazi-Sympathisanten galten.
Am 3. Dezember 1941 starb Christian Sinding im Alter von 85 Jahren in Oslo.

## Werke
- Oper
  - Der heilige Berg op. 111 (komp. 1910–1912, uraufgeführt 1914)
- Kammermusik
  - Werke für Violine und Klavier
    - Sonate G-Dur (1879)
    - Romanze e-Moll op. 9 (1886)
    - Suite im alten Stil op. 10 (1889)
    - Suite F-Dur op. 14 (1891)
    - Sonate C-Dur op. 12 (1894)
    - Sonate E-Dur op. 27 (1895)
    - Romanze e-Moll op. 30 (1896)
    - 4 morceaux op. 43 (1898)
    - Scènes de la vie G-Dur op. 51 (1900)
    - 4 Stücke op. 61 (?)
    - Sonate F-Dur op. 73 (1905)
    - Cantus doloris, Variationen op. 78 (1906)
    - 2 Romanzen F-Dur, D-Dur op. 79 (1906)
    - 4 Stücke op. 81 (?)
    - 3 Stücke op. 89 (1908)
    - Suite g-Moll op. 96 (1909)
    - Sonate im alten Stil d-Moll op. 99 (1909)
    - 3 elegische Stücke op. 106 (1911)
    - 3 Präludien op. 112 (1913)
    - 3 Capricci op. 114 (1913)

  - Werke für andere Besetzungen
    - Klavierquartett (1882)
    - Streichquartett (1884)
    - Klavierquintett e-Moll op. 5 (1882–84)
    - Klaviertrio D-Dur op. 23 (1893)
    - Klaviertrio a-Moll op. 64a (1902)
    - Serenade für 2 Violinen und Klavier G-Dur op. 56 (1903)
    - 6 Stücke für Violoncello und Klavier op. 66 (1903)
    - Streichquartett a-Moll op. 70 (1904)
    - 8 Stücke für Klavier vierhändig op. 71
    - Klaviertrio C-Dur op. 87 (1908)
    - Serenade für 2 Violinen und Klavier A-Dur op. 92 (1909)
    - Nordische Ballade für Violoncello und Klavier op. 105 (1911)
    - Suite für Violine solo d-Moll op. 123 (1919)

- Sinfonien
  - Sinfonie Nr. 1 d-Moll op. 21 (1894)
  - Sinfonie Nr. 2 D-Dur op. 83 (1907)
  - Sinfonie Nr. 3 F-Dur op. 121 (1920)
  - Sinfonie Nr. 4 „Winter und Frühling“ op. 129 (1936)

- Violinkonzerte
  - Violinkonzert Nr. 1 A-Dur op. 45 (1898)
  - Violinkonzert Nr. 2 D-Dur op. 60 (1901)
  - Violinkonzert Nr. 3 a-Moll op. 119 (1917)

## Dokumente
Briefe von Christian Sinding von 1888 bis 1941 befinden sich im Bestand des Leipziger Musikverlages C. F. Peters im Staatsarchiv Leipzig.

## Trivia
Sindings Frühlingsrauschen, ein Bestseller im Verlagsprogramm, war Anlass eines Musterprozesses um dessen Verlagsrechte zwischen Max Hinrichsen, dem Sohn und Erben des Verlegers Henri Hinrichsen, und dem britischen Musikverlag Novello. Der britische High Court of Justice entschied 1951 in Novello and Company Limited v. Hinrichsen Edition Limited and Another, dass Max Hinrichsen die Verlagsrechte zustanden.